# سبزینه

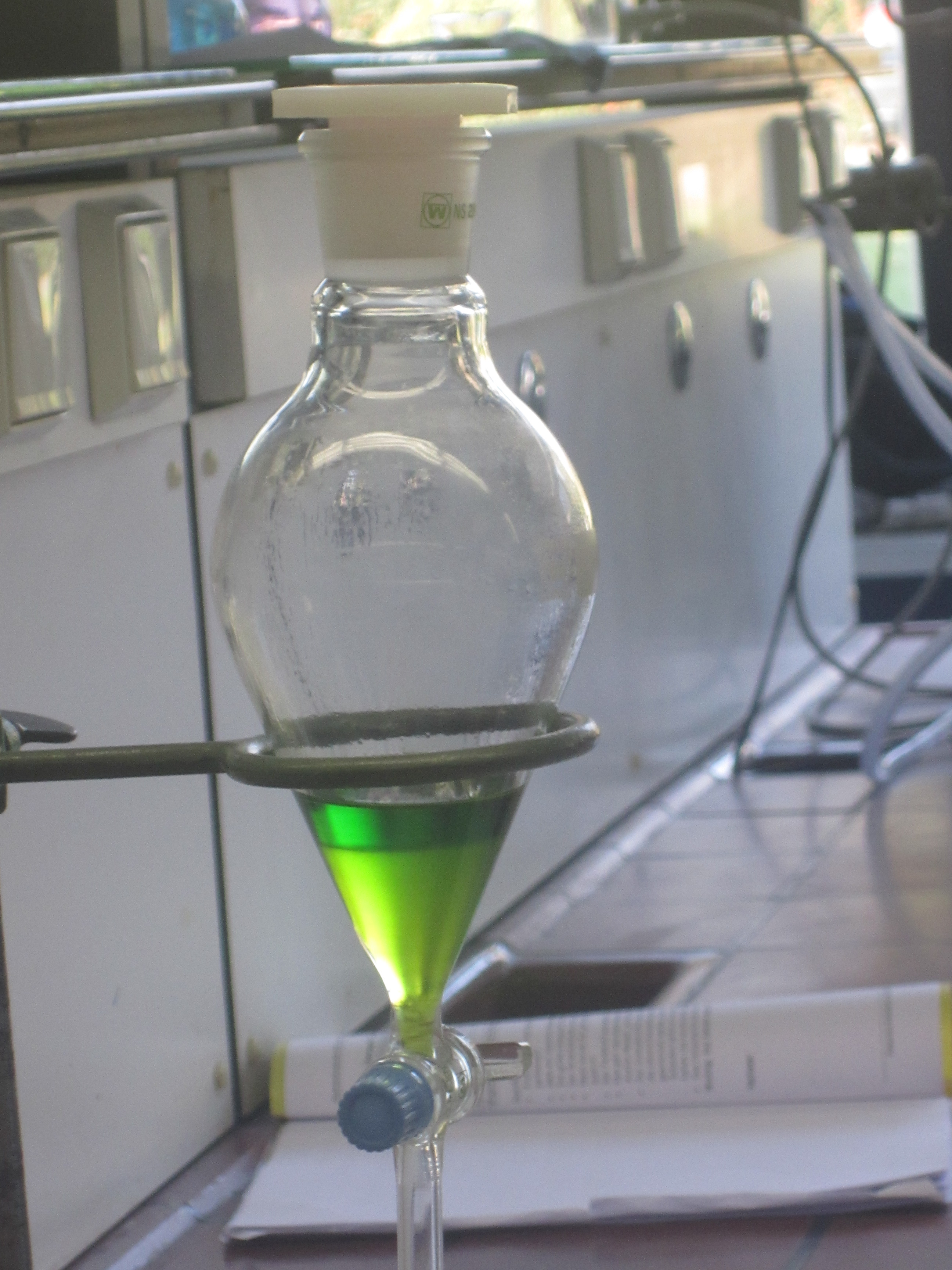
استخراج سبزینه از علف

سبزینه یا کلروفیل (به انگلیسی: Chlorophyll) سبزینه یا کلروفیل همان  رنگدانهٔ  سبزی است که در برگ‌ها و دیگر بخش‌های سبز گیاهان دیده می‌شود. این ماده نقش اصلی را در فرایند فتوسنتز دارد، یعنی همان تبدیل نور خورشید به انرژی شیمیایی. کلروفیل نور آبی و قرمز طیف خورشید را جذب می‌کند و نور سبز را بازمی‌تاباند، به همین دلیل ما گیاهان را سبز می‌بینیم.
یک نکتهٔ جالب این است که کلروفیل از نظر ساختار شیمیایی شباهت زیادی به مولکول هموگلوبین در خون انسان دارد. تنها تفاوت بزرگ این است که در مرکز کلروفیل یک اتم منیزیم قرار دارد، در حالی که در هموگلوبین یک اتم آهن وجود دارد.
سبزینه تنها یک نوع نیست، بلکه چند گونهٔ مختلف دارد، مثل کلروفیل a و کلروفیل b که در گیاهان سبز دیده می‌شوند و کلروفیل‌های دیگر که در جلبک‌ها و باکتری‌های فتوسنتزکننده وجود دارند. هر نوع از این کلروفیل‌ها طول موج‌های متفاوتی از نور را جذب می‌کنند و همین تنوع به موجودات کمک می‌کند تا در شرایط نوری گوناگون بتوانند انرژی لازم خود را تأمین کنند.
همچنین کلروفیل با افزایش سن برگ‌ها کاهش پیدا می‌کند و همین باعث زرد شدن برگ‌ها در پاییز می‌شود. در واقع، وقتی سبزینه تجزیه می‌شود، رنگدانه‌های دیگری مثل کاروتنوئیدها نمایان می‌شوند که رنگ زرد و نارنجی برگ‌ها را به وجود می‌آورند.
سبزینه در بیشتر گیاهان، خزه‌ها و سیانوباکترها و نورپروردها که کلروپلاست ندارند یافت می‌شود. سبزینه بخش بزرگ نور آبی و قرمز را جذب، و نور سبز و زرد را از بین طیف‌های الکترومغناطیسی بازتاب می‌کند. رنگ سبز گیاهان به دلیل بازتاب نور سبز از کلروفیل‌هاست. عملیات فتوسنتز باعث سبز ماندن گیاهان می‌شود.
گیاهان، برای ساخت غذا به کلروفیل نیاز دارند و با کمک آن واکنش می‌دهند. کلروفیل ماده‌ای شیمیایی است که تقریباً در برگ و ساقه تمام گیاهان وجود دارد. وظیفهٔ کلروفیل، فتوسنتز است، به این معنی که کربن دی‌اکسید موجود در هوا را با آب مکش شده توسط ریشه گیاه از زمین را در حضور نور ترکیب می‌کند و قند و اکسیژن می‌سازد یا به‌طور ساده گیاه را توانا می‌سازد که از نور خورشید انرژی کسب کند.

## نگارخانه

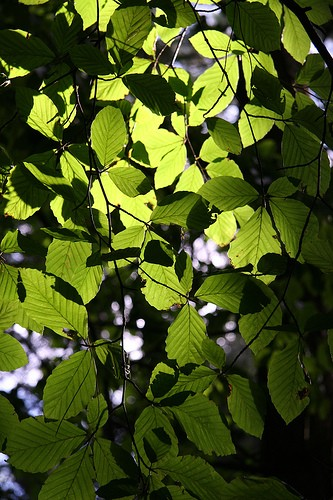
رنگ سبز برگ به علت کلروفیل
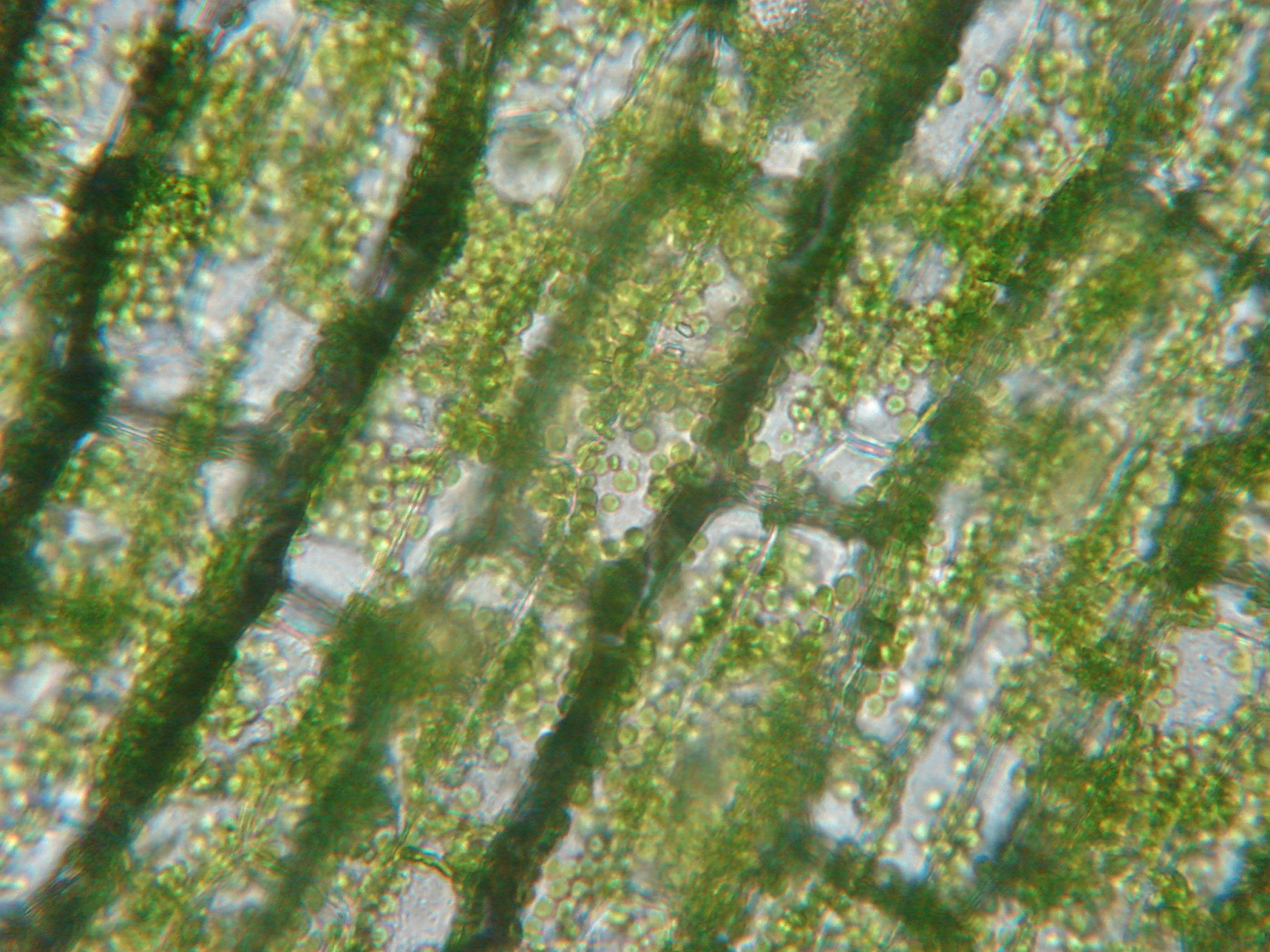
سبزینه در کلروپلاستهای سلول‌های گیاهی
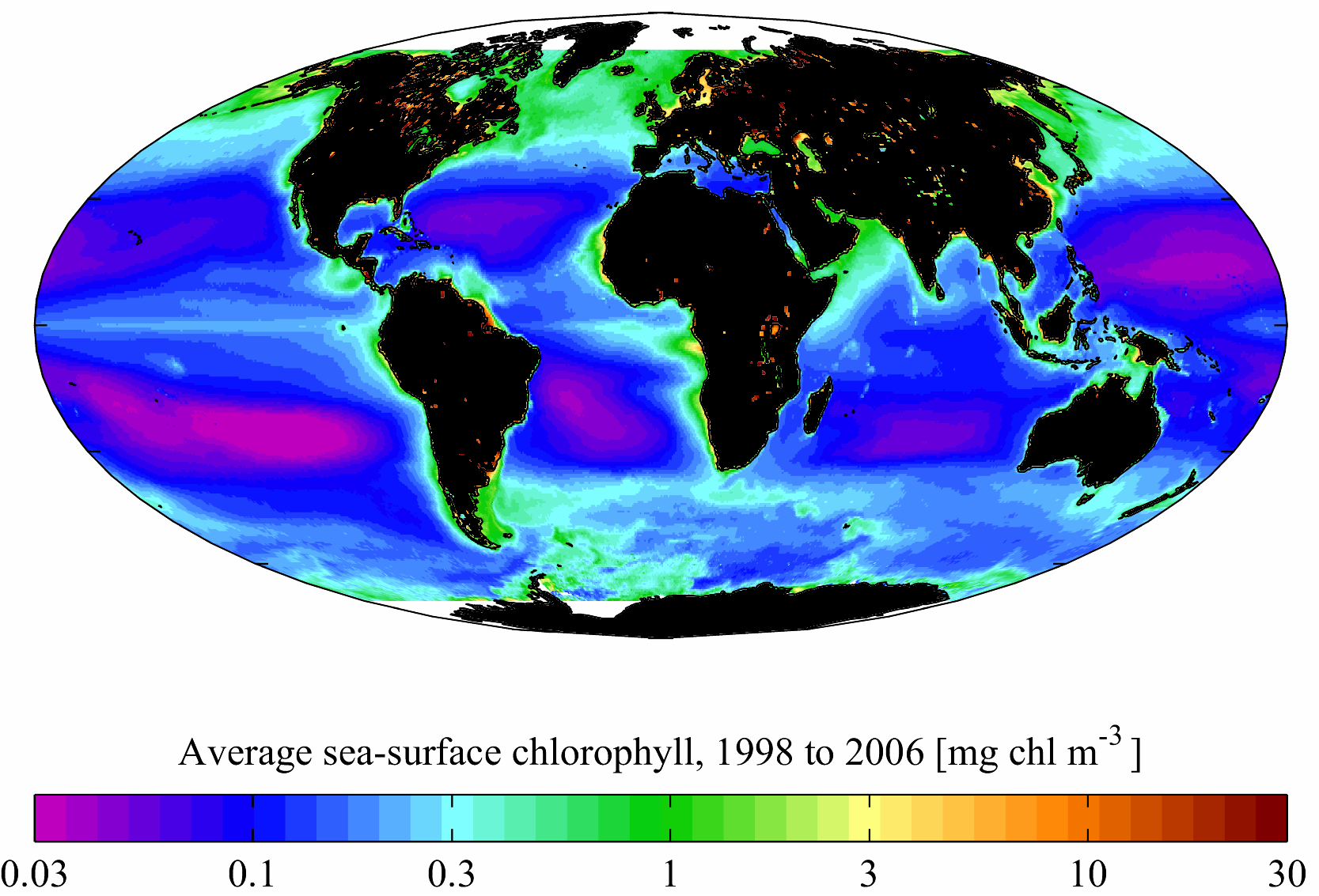
میانگین سطح دریا از کلروفیل برای دوره ۱۹۹۸ تا ۲۰۰۶

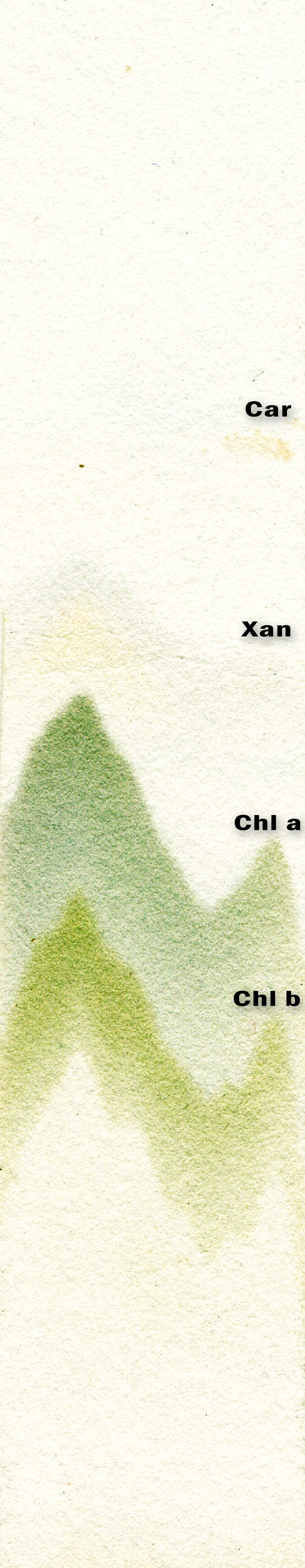
این تصویر نتیجهٔ کروماتوگرافی کاغذی سوزنی‌های سرخدار (Taxus baccata) را نشان می‌دهد. نوارهای قابل مشاهدهٔ اصلی، کلروفیل a و b هستند. به‌عنوان حلال از محلول ۱۰ درصد استون در بنزین استفاده شد.